# Hans Karl Georg von Kaltenborn-Stachau
Hans Karl Georg von Kaltenborn-Stachau (Magdeburg, 1836. március 23. – Braunschweig, 1898. február 16.) porosz hadügyminiszter.

## Élete és pályafutása
Hadapród-iskolában nevelkedett, ahonnan a hadiiskolába került. A porosz–osztrák–dán háború alatt az altonai vasútvonal katonai felügyelőbizottságának (linienkommission) volt a tagja. 1865-ben százados lett és mint ilyen 1866-ban részt vett a porosz–osztrák–olasz háborúban. 1870–71-ben őrnagyként harcolt a franciák ellen. 1875-ben alezredes, 1878-ban ezredes, 1884-ben vezérőrnagy és a testőrhadtest törzskari főnöke. 1885-ben a 2. gyaloghadosztály, 1888-ban pedig a 3. hadtest parancsnoka lett, végül 1890. október 4-én Julius von Verdy du Vernois helyére porosz hadügyminiszterré nevezték ki. Ebben az állásban keresztülvitte 1893-ban azt a törvényt, melynek értelmében a német hadsereg létszámát 70 000 emberrel felemelte, a tényleges szolgálati időt ellenben 2 évre szállította le. 1893. október 19-én lemondott.